# Modrič
Modrič (mazedonisch Модрич; albanisch definit Modriçi, indefinit Modriç) ist ein Streudorf im nordwestlichen Teil der Gemeinde Struga in der Region Südwesten in Nordmazedonien. Der Ort liegt auf etwa 850 m im Jablanica-Gebirge. Die letzte Volkszählung von 2021 zählte acht Einwohner.